# Гоут
Гоут (Гаут;англ. Howth [houθ] ; ірл. Binn Éadair) — передмістя Дубліна, розташоване в графстві Фінгал (провінція Ленстер).
Населення — 8706 осіб (за переписом 2002 року).

## Розташування
Гоут розташований на півострові Гоут-Гед, який лежить за 13 км на схід-північний схід від Дубліна на північному боці Дублінської затоки. Саме передмістя розташоване за 15 км від центрального району Дубліна і займає практично всю північну частину півострова Гоут-Гед. Адміністративно до міста належить безлюдний острів Айрлендс-Ай, розташований за 900 м на північ у Ірландському морі.
Передмістя Гоут є кінцевою зупинкою на автомобільній дорозі регіонального значення з Дубліна, однією з кінцевих станцій північної частини приміського залізничного сполучення DART. Між Гоутом і Дубліном діють регулярні автобусні маршрути компанії Dublin Bus.

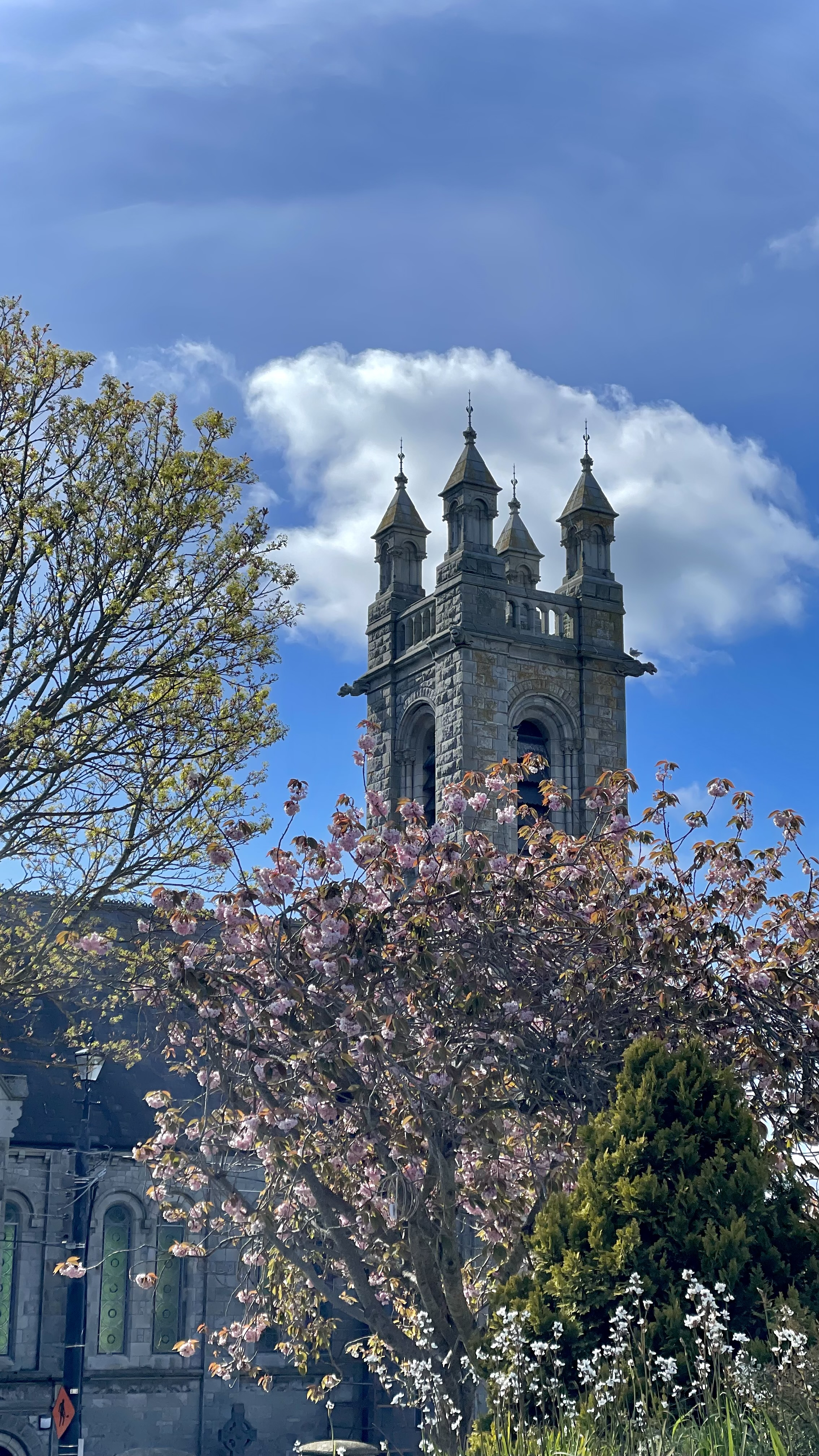
Церква Успіння, Гоут

Галерея